# Profintern
Czerwona Międzynarodówka Związków Zawodowych (ros. Красный интернационал профсоюзов), powszechnie skracane jako Profintern (ros. Профинтерн) – organizacja międzynarodowa zrzeszająca w latach 1921–1937 związki zawodowe związane z ruchem komunistycznym, utworzona na kongresie w Moskwie w lipcu 1921. Organizacja satelitarna Kominternu  podporządkowana faktycznie RKP(b)/WKP(b).
Zrzeszała bolszewizujących działaczy związkowych  z różnych krajów, usuniętych ze związanej z Socjalistyczną Międzynarodówką Robotniczą Międzynarodowej Federacji Związków Zawodowych z siedzibą w Amsterdamie. Profintern był ściśle powiązany z Kominternem i stanowił jego narzędzie w międzynarodowym ruchu związkowym. 
Stały sekretariat Profinternu tworzyli: Sołomon Łozowski (sekretarz generalny), Michaił Tomski i Andreu Nin. Ostatni, IV kongres Profinternu odbył się w Moskwie w III/IV 1928. Po 1928 Profintern próbował działać w krajach Ameryki Łacińskiej.
Po VII kongresie Kominternu komunistyczne organizacje związkowe związane z Profinternem zaczęły realizować politykę frontów ludowych i łączyć się z socjalistycznymi i syndykalistycznymi związkami zawodowymi. W okresie wielkiej czystki w 1937 po likwidacji większości sekcji Profintern został rozwiązany.